# Jean-Jacques Brochier
Pour les articles homonymes, voir Brochier.
Jean-Jacques Brochier, né le 28 décembre 1937 à Lyon et mort le 29 octobre 2004 à Paris, est un journaliste français, rédacteur en chef du Nouveau Magazine littéraire de 1968 à 2002.

## Biographie
Jean-Jacques Brochier est le fils d'un médecin obstétricien, André Brochier, et de Ghislaine Hurtin. Il fait des études de lettres, avant de s'engager activement en faveur du FLN pour lequel il devient porteur de valises. Le 24 novembre 1960, alors qu'il est vice-président de l'AGEL-UNEF des étudiants  de Lyon, il est arrêté pour cela ainsi que sa femme. Le 14 avril 1961, ils sont l'un et l'autre condamnés à dix ans de prison et emprisonnés aux prisons Saint-Paul puis Montluc. Il est frappé d'indignité nationale[réf. nécessaire]. Il fera finalement trois ans de prison avant de bénéficier d'une grâce présidentielle,.
Proche de Gilles Deleuze et de Dominique de Roux qui le guide vers le Magazine littéraire, en 1967, admirateur de Martin Heidegger et Jean-Paul Sartre, il a en sa possession un bureau d'Émile Zola et devient chroniqueur de télévision dans Italiques, l'émission présentée par Marc Gilbert.
Il a publié plusieurs romans, dont Un jeune homme bien élevé (1978) (Prix des Sept 1979), Un cauchemar (1984) qui reçoit le prix du Livre Inter (1985), et L'Hallali (1987). Il est aussi l'auteur d'essais — notamment sur Camus, Sade, Vailland, Robbe-Grillet, Maupassant et Sartre — et du pamphlet intitulé Camus, philosophe pour classes terminales.
À partir de 1995, il est membre du jury du prix de l'écrit intime. Il fut membre du comité d'honneur de la Maison internationale des poètes et des écrivains de Saint-Malo
Jean-Jacques Brochier crée en 1997 avec Danièle Brison et Chantal Robillard le prix Printemps du Roman, remis chaque année à Saint-Louis (Haut-Rhin), lors de la foire du livre. Il en est le président jusqu'à sa mort d'un cancer, en 2004. La présidence est depuis attribuée à un membre du jury différent chaque année.

### Vie personnelle
Passionné de chasse, peintre, Jean-Jacques Brochier a publié une collection d'anthologies sur la bécasse, le sanglier, le cerf, le lapin, les canards sauvages et la bécassine. Il épouse Nicole Cadieu, née le 8 avril 1937 puis le 29 juin 1973, Kumiko Kasuya, avec qui il a trois enfants : Coelia, Anthony et Emilie.

## Distinctions
- 1985 : Prix du Livre Inter pour Un cauchemar.
- 1994 : Prix de littérature-générale de l’Académie française pour Maupassant, Une journée particulière
- 2000 : prix du rayonnement des lettres à l'étranger de la Communauté française de Belgique.

## Œuvre
- Roger Vailland, tentative de description, Paris, E. Losfeld, 1969
- Odette Genonceau, Albin Michel, éditions J'ai lu, 1980
- Villa Marguerite, Albin Michel, 1982
- Une enfance lyonnaise au temps du Maréchal, ACE éditeur, 1984
- Un cauchemar, Paris, Albin Michel, 1984 – Prix du Livre Inter 1985
- L'hallali, Paris, Albin Michel, 1987
- Anthologie du loup et autres carnassiers, Éditions Hatier, Paris, 1991
- Anthologie de la bécassine et des petits échassiers, Paris, Hatier, 1994
- Pour Sartre : le jour où Sartre refusa le Nobel, Paris, J.-C. Lattès, 1995
- Chroniques du Capricorne 1977-1983, Encrages éditions, 1996
- Un jeune homme bien élevé, Paris, La Différence, coll. Minos, 2002.
- Pour l'amour des livres - Entretiens avec Nadine Sautel, Paris, Albin Michel, 2005.